# Juli 2013
| Juli 2013 |
| Månader under 2013: Januari · Februari · Mars · April · Maj · Juni · Juli · Augusti · September · Oktober · November · December ← December 2012 · Januari 2014 → |

## Händelser

### 1 juli
- Kroatien går som 28:e medlemsland med i Europeiska unionen.

### 3 juli
- Egyptens militär avsätter president Muhammad Mursi.
- Belgiens kung Albert II av Belgien meddelar att han tänker abdikera på Belgiens nationaldag, den 21 juli.

### 6 juli
- Asiana Airlines Flight 214 havererar utanför San Francisco International Airport.

### 8 juli
- Sökmotorn Altavista stängs.

### 13 juli
- Det blir offentligt att professor Stefan Svallfors nominerat Edward Snowden, som läckte information om USA:s National Security Agency, till Nobels fredspris.

### 18 juli
- Amerikanska staden Detroit begärs i konkurs.

### 21 juli
- Philippe av Belgien tillträder som Belgiens kung.

### 22 juli
- Prins Williams och Catherines son föds och blir nummer tre i samväldesrikenas tronföljd. Två dagar senare meddelas att prinsens ska heta George Alexander Louis.

### 24 juli
- 78 personer omkommer i en järnvägsolycka i Santiago de Compostela, nordvästra Spanien.

### 28 juli
- Finalen i Europamästerskapet i fotboll för damer 2013 äger rum i Solna, Sverige. Tyskland slår Norge med 1-0.[1]